# MX Возничего
MX Возничего (лат. MX Aurigae) — одиночная переменная звезда в созвездии Возничего, расположенная на расстоянии (вычисленном из значения параллакса) приблизительно 4255 световых лет (около 1305 парсеков) от Солнца. Видимая звёздная величина звезды — от +15,7m до +14,5m.

## Характеристики
MX Возничего — красная пульсирующая полуправильная переменная S-звезда (SR) спектрального класса Swk. Эффективная температура — около 3285 К.